# Project 2025

Projektets logotyp.

Project 2025, även känt som Presidential Transition Project, är en samling politiska förslag som ämnar att omforma den amerikanska federala regeringen och myndigheter i händelse av en republikansk seger i det amerikanska presidentvalet 2024. Projektet grundades 2022 och syftar till att anställa tiotusentals konservativa till positioner inom den federala byråkratin för att ersätta befintliga federala tjänstemän, som man anser avsiktligt förhalade och försvårade politiska beslut för Donald Trump under hans tid som president (2017-2021) i ett försök att förhindra genomförandet av hans politik. Project 2025 antar en av många omtvistad och maximalistisk tolkning av artikel II i den amerikanska konstitutionen som avser presidentens verkställande makt.

## Reformer
Project 2025 föreställer sig omfattande förändringar i hela statsapparaten, särskilt när det gäller ekonomisk och social politik samt myndigheternas roll. Project 2025 föreslår att man minskar finansieringen för justitiedepartementet, avvecklar Federal Bureau of Investigation (FBI) och Department of Homeland Security samt kraftigt minskar miljö- och klimatmålen till förmån för fossila bränslen. Man vill även upphäva oberoendet för federala myndigheter så som Federal Communications Commission och Federal Trade Commission samt avveckla Department of Commerce. Projektet strävar även efter att införa betydande skattesänkningar; dock råder oenighet inom projektet om protektionismens roll.
Project 2025 rekommenderar att man avskaffar utbildningsdepartementet, vars åliggande antingen ska överföras till andra statliga myndigheter eller upphöra och att forskning bara ska finansieras om den passar konservativa principer.
Project 2025 uppmanar uttryckligen regeringen att avskaffa abort som hälsovård och att avskaffa Affordable Care Acts täckning av akuta preventivmedel. The Heritage Foundation, en amerikansk konservativ tankesmedja som leder utvecklingen av Project 2025, sa i april 2024 att "den radikala vänstern hatar familjer" och "vill eliminera familjen och ersätta den med staten". Projektet strävar efter att ge staten inslag av kristendom, att kriminalisera pornografi, ta bort skydd mot diskriminering baserad på sexuell eller könsidentitet och avsluta program för mångfald, jämlikhet och inkludering samt positiv särbehandling som jämställdhetsåtgärd.
Projektet rekommenderar den framtida presidenten att omedelbart sätta in militären för brottsbekämpning genom att åberopa upprorslagen från 1807. Den rekommenderar arrestering, internering och utvisning av papperslösa invandrare över hela landet. Det främjar dödsstraff och ett snabbt utförande av sådana domar. Projektledaren Paul Dans, en före detta tjänsteman i Trump-administrationen, förklarade att Project 2025 "systematiskt förbereder sig för att marschera in i ämbetet med en ny armé av konservativa som är redo att slåss mot den "djupa staten". Dans medger att det må verka kontraproduktivt att rekrytera så många människor in i federala myndigheter för att samtidigt krympa dem, men påpekade behovet för den framtida presidenten att "återta kontrollen" över den federala regeringen.
Även om projektet inte främjar en specifik presidentkandidat, har många bidragsgivare nära band till Donald Trump och hans presidentkampanj. Heritage Foundation har utvecklat Project 2025 i samarbete med över 100 partners, inklusive Turning Point USA ledd av dess verkställande direktör Charlie Kirk, Conservative Partnership Institute, Trumps tidigare stabschef Mark Meadows som senior partner, Center for Renewing America ledd av Trumps tidigare Office of Management and Budget-direktör Russell Vought och America First Legal, ledd av Trumps tidigare Senior Advisor Stephen Miller. Projektet beskrivs i Mandate for Leadership: The Conservative Promise, där Heritage har skrivit övergångsplaner för varje blivande republikansk president sedan 1980.
Kritiker av Project 2025 har beskrivit det som en auktoritär kristen nationalistisk rörelse. Flera juridiska experter har antytt att implementerandet av projektet skulle undergräva rättsstatsprincipen och maktdelningen. Vissa konservativa och republikaner har också kritiserat planen, bland annat delarna som handlar om en centralisering av makten, åtgärder relaterade till klimatförändringar och utrikeshandel.

## Bakgrund till Project 2025

### Mandate for Leadership

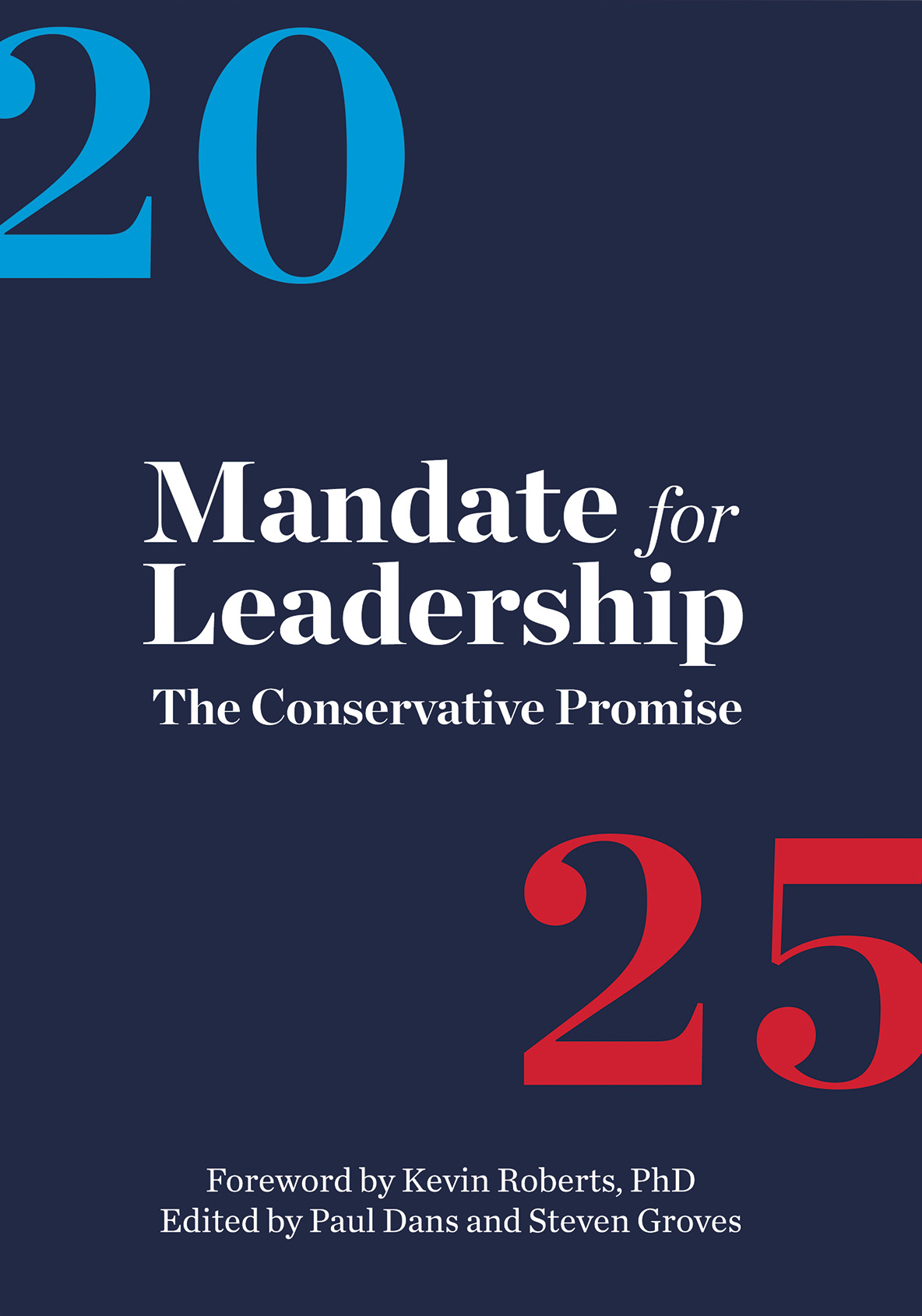
Mandate for Leadership: The Conservative Promise

Heritage Foundation har publicerat nya upplagor av sin Mandate for Leadership-serie i samband med varje presidentval sedan 1981. Heritage beskriver utgåvan som en "politiska bibel" för presidenten.
Heritage Foundations president Kevin Roberts skapade Project 2025 år 2022, för att förse den republikanska presidentkandidaten med en personalbas och ideologisk ram efter seger i presidentvalet 2024.
I april 2023 publicerade Heritage Foundation det 920-sidiga "mandatet", samskrivet av hundratals konservativa av vilka flera var före detta Trump-tjänstemän. Nästan hälften av projektets samarbetsorganisationer har fått bidrag genom ett nätverk av insamlingsgrupper kopplade till Leonard Leo, en stor konservativ givare och nyckelfigur i Trumps nomineringar av federala domare.

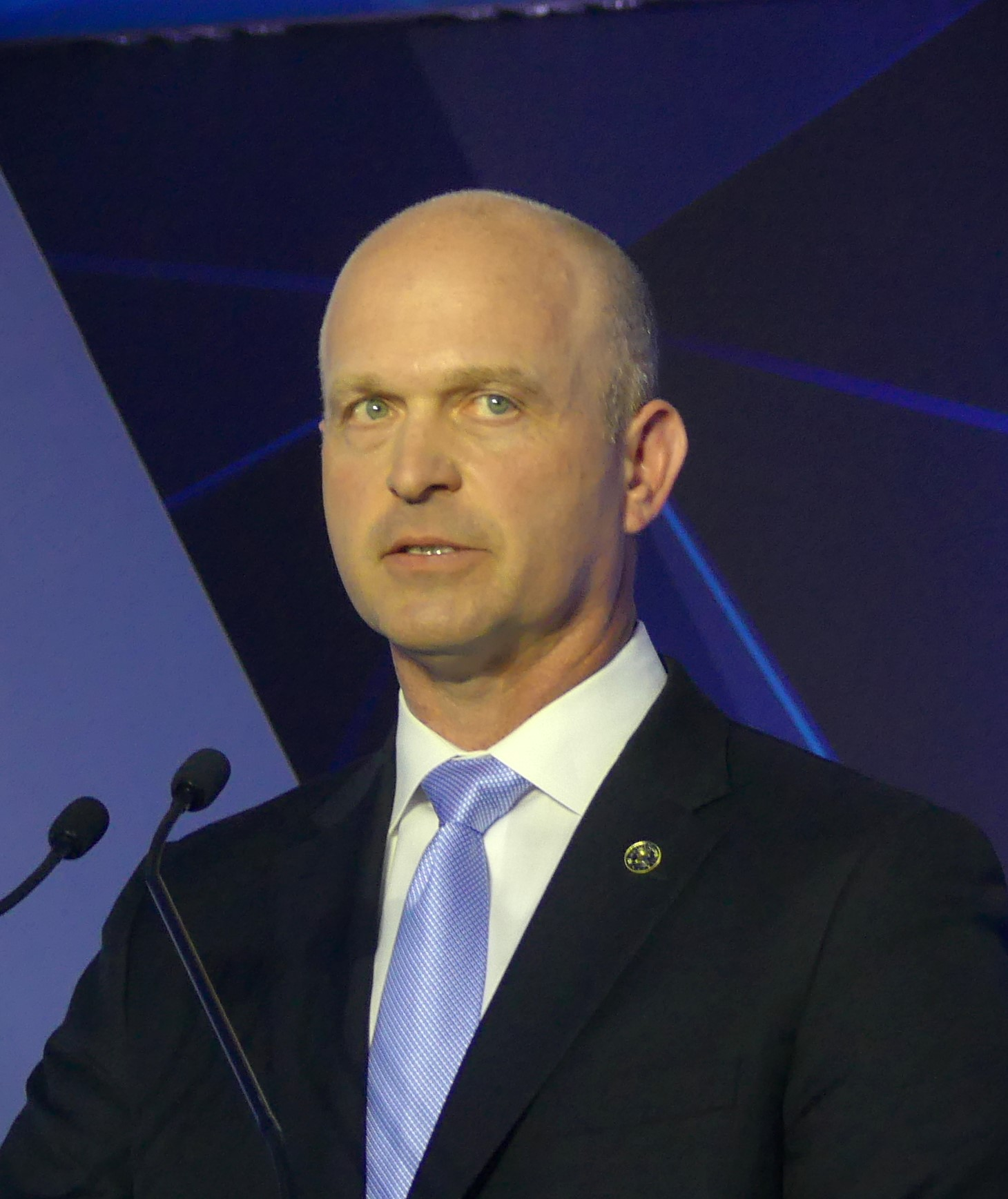
Kevin Roberts.

Project 2025 är inte det enda konservativa programmet med rekommendationer för presidenten och inte heller den enda databasen över potentiella rekryter till en möjlig republikansk administration; även ledarna för andra liknande initiativ har kopplingar till Donald Trump. Trumps kampanj har klargjort att den har sina egna politiska mål, så som anges i Agenda 47, men att man "uppskattar" förslag från likasinnade organisationer.

### Medarbetare och ledarskap
Project 2025:s styrelse består av "en bred koalition av över 80 konservativa organisationer" – främst konservativa tankesmedjor, samt flera universitet och tidningen The American Conservative – och projektet har utformats av Heritage Foundation och dess president Kevin Roberts. Från och med februari 2024 har projektet över 100 partnerorganisationer.
Författare till projektet inkluderar många tjänstemän och rådgivare från Trump-administrationen. Dessa inkluderar Ben Carson, Ken Cuccinelli, Rick Dearborn, Thomas Gilman, Mandy Gunasekara, Gene Hamilton, Christopher Miller, Bernard McNamee, Stephen Moore, Mora Namdar, Peter Navarro, William Perry Pendley, Diana Furchtgott-Roth, Kiron Skinner, Roger Severino, Hans von Spakovsky, Brooks Tucker, Russell Vought och Paul Winfree.
Vought utsågs till policychef för den republikanska nationella kommitténs platform committee i maj 2024.
På Iowa State Fair  2023 påbörjade ledarna för Project 2025 rekrytering av personer, som i händelse av en republikansk seger 2024 skulle kunna få framtida regeringsposter.